# ロシナンテ
ロシナンテ(Rocinante)はスペインの作家ミゲル・デ・セルバンテスの小説、『ドン・キホーテ』で主人公が乗る馬の名前。名前の由来はスペイン語の「Rocín(駄馬)」と「ante(以前)」とされる。（スペイン語版Wikipedia es:Rocinante）すなわち「元駄馬」といった意味で貧相な馬であることを想像させる名前である。